# Nausinoe gueyraudi
Nausinoe gueyraudi là một loài bướm đêm trong họ Crambidae.